# Via dei Maestri Celestiali
Tianshi Dao (天師道) o Via dei Maestri Celestiali è un movimento cinese Daoista fondato da Zhang Daoling nel 142 d.C. Nel suo momento di massimo splendore, il movimento controllava uno stato teocratico dove adesso si trova Sichuan.

## Storia

### Via dei Cinque Sacchi di Riso
Nel 142, Zhang Daoling annunciò che Laozi gli era apparso e gli aveva comandato di guidare sulla retta via il mondo di decadenza che si era creato e formare uno stato costituito solo da "gente prescelta". Zhang diventò il primo Maestro Celestiale, ed iniziò a diffondere la sua setta nella provincia di Sichuan. Il movimento venne inizialmente chiamato Via dei Cinque Sacchi di Riso, poiché ogni persona che desiderasse entrare doveva donare tale quantitativo di riso. La setta si diffuse rapidamente, particolarmente sotto a suo figlio Zhang Heng e suo nipote Zhang Lu. La loro ribellione contro la Dinastia Han è nota come la Ribellione dei Cinque Sacchi di Riso. Dopo il successo della rivolta nel 184, fondarono lo stato teocratico di Zhang Han nella Valle Hanzhong di Sichuan, godendo di piena indipendenza.
Nel 215, Zhang Lu si arrese a Cáo Cāo, comandante del Regno di Wei. In cambio a Zhang e a diversi suoi parenti e generali venne dato un titolo e della terra. Sua figlia si sposò al figlio di Cáo Cāo, Cáo Yǔ. I suoi seguaci furono così costretti ad andare in altre zone della Cina, un gruppo si diresse verso la zona di Chang'an, e l'altro marciò verso Luoyang. Zhang si trasferì alla corte di Han finché la Dinastia Han lasciò il posto a quella Wei. Usò poi la propria influenza come leader religioso per dare legittimità al dominio di Wei, proclamando che la corte di Wei aveva ereditato l'autorità divina dalla chiesa Tao e dalla legge di Confucio.
Il collasso del Regno di Wei nel 260, insieme alla caduta della Cina del Nord contro gli Unni nel 317, portò al discioglimento della setta, che ricomparse poi nel IV e nel V secolo come due fazioni differenti, i Maestri Celestiali del Nord e quelli del Sud.

### I Maestri Celestiali del Sud
Dopo la caduta di Luoyang contro invasori non cinesi del 311, ciò che restava della corte si spostò a Jiankang (oggi Nanchino) e diede inizio alla Dinastia Jìn. Fra i membri della corte vi erano alcuni Maestri Celesti. 
Dopo la sottomissione di Zhang Lu nei confronti di Cáo Cāo, numerosi addetti fuggirono da Sichuan. Questi vari seguaci della Via dei Maestri Celestiali formarono così una variante della setta originale, i Maestri Celestiali del Sud, che resistettero come movimento distinto fino al V secolo.

### I Maestri Celestiali del Nord
Kou Qianzhi, allevato nella famiglia di un Maestro Celestiale, ricevette due visioni di Laozi nel 415 e nel 423. Nel 424, portò il lavoro prodotto per indicazione di queste due visioni alla Dinastia Wei del Nord. I governatori misero il suo lavoro in pratica, e Kou divenne il Maestro Celestiale della teocrazia Daoista dei Wei del Nord. Dopo la morte di Kou nel 448, il primo ministro, Cui Hao, divenne affamato di potere ed iniziò ad insultare i governatori Wei. Irritati dall'insubordinazione di Cui, i governatori lo fecero giustiziare nel 450, e posero fine alla teocrazia Daoista.

### I Maestri Celestiali ai nostri giorni
Durante la Dinastia Yuan, la Scuola Daoista di Zhengyi Dao si dichiarò della stessa stirpe dei Maestri Celestiali, divenendo una delle due caposcuole Daoiste della Cina, insieme al Taoismo Quanzhen. il Daoismo Zhengyi divenne comune nelle province cinesi di Jiangxi, Jiangsu, e Fujian, e a Taiwan.
I Maestri Celestiali sopravvissero in Cina fino al XX secolo. Nel 1949, dopo che i comunisti guadagnarono il potere, i Maestri Celestiali rimanenti si spostarono a Taiwan, dove sono presenti ancora oggi.

## Importante
I Maestri Celestiali furono il primo gruppo daoista organizzato. Prima della loro fondazione, il Daoismo non esisteva come religione organizzata. I Maestri Celestiali fondarono dunque la base dei movimenti daoisti seguenti, come lo Shangqing e Lingbao.